# Eonodosariidae
Eonodosariidae es una familia de foraminíferos bentónicos cuyos géneros han sido incluidos tradicionalmente en la Familia Geinitzinidae, de la Superfamilia Geinitzinoidea, del Suborden Fusulinina y del Orden Fusulinida. Su rango cronoestratigráfico abarca desde el Givetiense (Devónico medio) hasta el Fameniense  (Devónico superior).

## Discusión
Clasificaciones más recientes incluyen Eonodosariidae en la Superfamilia Eonodosarioidea, del Suborden Earlandiina, del Orden Earlandiida, de la Subclase Afusulinana y de la Clase Fusulinata.

## Clasificación
Eonodosariidae incluye a los siguientes géneros:
- Eonodosaria †
- Eogeinitzina  †, también considerada en la Familia Eogeinitzinidae